# Liu An
Liu An (劉安T, Liú ĀnP; 179 a.C. – 122 a.C.) è stato uno scrittore, geografo e consigliere cinese, vissuto sotto la dinastia Han (206–220 a.C.).

## Biografia
Liú Ān ebbe un importante ruolo politico: nipote del fondatore della dinastia Han, l'imperatore Gaozu 	(Liú Bāng 劉邦), divenne sovrano di Huainan all'età di 16 anni, dopo la morte del padre Liu Chang (劉長). Consigliere del nipote, l'imperatore Wu (武帝) della dinastia Han, morì suicida dopo un fallito colpo di Stato.
Personalità eclettica, oltre ad essere noto per tradizione come l'inventore del tofu (sebbene non vi siano prove storiche di questa attribuzione), fu scrittore rinomato per la sua prosa elaborata. Fece parte di un circolo di intellettuali che venne chiamato gli Otto Immortali di Huainan (淮南八仙), insieme ai quali nel 139 a.C. scrisse un'opera nota come Huainanzi (淮南子), o Libro del Maestro di Huainan. Lo Huainanzi è uno dei testi fondamentali della filosofia taoista, insieme alle opere di Lǎozǐ e Zhuāngzǐ, ed ebbe grande importanza anche nello sviluppo della geografia e della topografia della Cina.

## Huainanzi
Lo Huainanzi è una raccolta di trattati su vari argomenti, soprattutto di ispirazione taoista, la cui profondità indusse gli studiosi dei secoli successivi a dare all'opera il sottotitolo Hóngliè jiě (鴻烈解 / 鸿烈解), Spiegazione della Grandezza e della Luce.
L'opera, in 21 capitoli, è così suddivisa:
- I: Yuándào Xùn 原道訓 (La ricerca della Via)
- II: Chùzhēn Xùn 俶真訓 (L'inizio della realtà)
- III: Tiānwén Xùn 天文訓 (Modelli celesti)
- IV: Zuìxíng Xùn 墬形訓 (Forme terrestri)
- V: Shízé Xùn 時則訓 (Regole stagionali)
- VI: Lǎnmíng Xùn 覽冥訓 (Scrutando l'oscurità)
- VII: Jīngshén Xùn 精神訓 (Lo spirito essenziale)
- VIII: Běnjīng Xùn 本經訓 (La norma fondamentale)
- IX: Zhǔshù Xùn 主術訓 (L'arte del sovrano)
- X: Móuchēng Xùn 繆稱訓 (Le interpretazioni erronee)
- XI: Qísú Xùn 齊俗訓 (Eguagliando le convenzioni)
- XII: Dàoyìng Xùn 道應訓 (Risposte della Via)
- XIII: Fànlùn Xùn 氾論訓 (Teorie estensive)
- XIV: Quányán Xùn 詮言訓 (Discorso esplicativo)
- XV: Bīnglüè Xùn 兵略訓 (Strategia militare)
- XVI: Shuōshān Xùn 說山訓 (Discorso sulle montagne)
- XVII: Shuōlín Xùn 說林訓 (Discorso sulle foreste)
- XVIII: Rénjiān Xùn 人間訓 (Il mondo degli uomini)
- XIX: Xiūwù Xùn 脩務訓 (La necessità dell'istruzione)
- XX: Tàizú Xùn 泰族訓 (La grande riunione)
- XXI: Yàolüè 要略 (Riassunto dell'essenziale)[3]

Lo Huainanzi contiene anche alcuni fra i primi brani di cosmologia cinese.